# Ґонбат-е-Кабус (вежа)
Вежа Ґонбат-е-Кабус — це монумент в центральній частині міста Ґонбат-е-Кабус, Іран, віком понад тисячу років, включений до Світової спадщини ЮНЕСКО 2012 року.

## Опис
Вежу було збудовано 1006 року за наказом правителя династії Зіяридів — еміра Шамса ал-Маалі Кабуса ібн Вушмгіра (شمس المعالي قابوس بن وشمگير). Вона розташована за 3 км на північ від старовинного міста Ґорґан, яке колись було столицею Зіяридів, та є єдиною спорудою, яка залишилась від того міста після його зруйнування у 14-15 ст. Нині вежа розташована в центральному парку сучасного міста Ґонбат-е-Кабус.
Збудована з обпаленої цегли, вежа має висоту 72 метри (включно з висотою платформи) та стоїть на штучному пагорбі висотою 15 метрів.
За формою вежа є величезною десятикутною спорудою з конічним дахом, який формує золотий перетин Фі, що дорівнює 1,618. Вежа звужується до верху, маючи діаметр 17 метрів (знизу) та 15,5 метра (під дахом). Внутрішній діаметр вежі становить ~10 метрів. Вона має єдиний вхід зі сходу, 10 стін триметрової товщини та збудована таким чином, що при вході у вежу людина чує власну луну. Внутрішнє убрання містить одні з найбільш ранніх зразків декоративного стилю мукарна.
Знизу вежі куфічним письмом є напис арабською:
بسمله – هذا القصر العالى – للامير شمس المعالى – الامير بن الامير – الامير قابوس بن وشمكير – امر به بنائه فى حياته – سنة سبع وتسعين – وثلثمائة قمرية – وسنة خمس وسبعين – وثلثمائة شمسية
«Іменем Аллаха [милостивого, милосердного] цей високий палац належить Шамсі ал-Маалі, еміру та сину еміра, еміру Кабусу ібн Вушмгір. Він наказав збудувати протягом його життя, у році 397-му місячної гіджри, та році 375-му сонячної гіджри»
І хоча напис чітко не вказує на те, що вежа була збудована як місце поховання правителя-Зіярида, за усними оповідями тіло султана було покладено у скляний саркофаг, що був підвішений по центру вежі на висоті 45 метрів. На східному боці даху є маленьке вікно, через яке промені ранішнього сонця могли падати на саркофаг. Це все вказує на зороастричні вірування, за якими при похованні померлого було важливо, щоб тіло не мало контакту з землею, а на четвертий день після смерті, тіло мало освітити Сонце, по променях якого душа піднімалася на небо.
До 1000-річчя вежі її було включено до Світової спадщини ЮНЕСКО.